# یامائوچی یودو

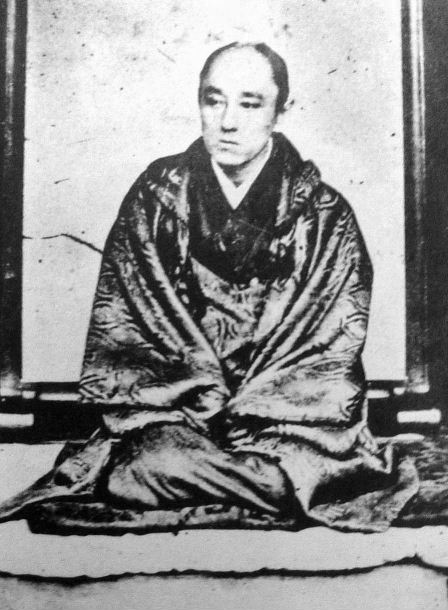
یودا یامائوچی

یامائوچی تویوشیگه (به ژاپنی: 山内 豊信 Yamauchi Toyoshige) یا یامائوچی یودو (山内 容堂) ؛(۱۸۲۷–۱۸۷۲) یک دایمیوی ژاپنی در منطقه شیکوکو در اواخر دوره ادو بود. یامائوچی در سال‌های ۱۸۵۹–۱۸۴۹ پانزدهمین رهبر قلمروی توسا بود. پس از وی یامائوچی تویونوری در سال‌های ۷۱–۱۸۵۹ آخرین دایمیوی قلمروی توسا بود. عضو شورای شیکو (یا شورای چهار ارباب) بود.
در سال ۱۸۶۷ وی تایسی هوکان (بازگشت قدرت به امپراتور) را به آخرین شوگون از شوگون‌سالاری توکوگاوا، توکوگاوا یوشینوبو توصیه کرد.